# Скифо-сибирский мир
Ски́фо-сиби́рский мир (иногда cкифо-сакский, cкифский мир/круг и прочее) — условное название, принятое в археологии для культурно-исторической общности, памятники которой распространены в степной, части лесостепной и предгорной зонах Центральной Евразии (от Нижнего Подунавья до Прибайкалья и Монголии). Включал ряд археологических культур, в основном объединяемых наличием трёх комплексов вещей, имеющих свою специфику (так называемой скифской триадой). Вероятное место формирования — Центральная Азия, время существования — 1-е тыс. до н. э., данный период в евразийских степях принято называть cкифской эпохой.
Представители скифо-сибирского мира — ираноязычные европеоиды, иногда с элементами монголоидности. Большинство являлось кочевниками-скотоводами, небольшая часть населения в лесостепи — оседлые скотоводы-охотники и скотоводы-земледельцы. В степях Евразии с культурами скифо-сибирского мира связывают наступление Раннего железного века; имели контакты с Древней Грецией, Китаем, Передним Востоком и другими.

## Название
Название cкифо-сибирский мир связано с географическим распространением этой культурно-исторической общности, на западе ограниченной территорией наиболее известных её племён — скифов, а на востоке охватывающей часть региона Сибирь. Также в литературе иногда используют называют cкифо-сакский мир, добавляя другую восточную границу распространения — Центральную Азию, где обитали племена, именуемые собирательным экзоэтнонимом саки. Встречается и короткое название — просто cкифский мир. Со словом мир некоторые авторы параллельно употребляют значение круг, например, cкифо-сибирский круг археологических культур или памятников. Также синонимичным названием является термин Скифия в широком значении топонима или Скифо-сибирская историко-культурная область. Также присутствует в литературе термин скифоидные культуры.

## Археологические культуры
Ряд исследователей разделяет скифо-сибирский мир на несколько историко-культурных областей (провинций), со своими особенностями и хронологией:
1. Скифская культура (собственно исторические скифы, а также испытавшие их влияние народы) — степи и лесостепи Северного Причерноморья, включая Крым.
2. Раннесарматская культура — степи Подонья до Зауралья, включая Башкортостан.
3. Тасмолинская культура — степи Казахстана[5], соответствуют известным из источников племенам саков, массагетов и, возможно, исседонов.
4. Куюсайская культура — степи Туркменистана.
5. Саргатская культура — степи Юго-Западной Сибири (Тюменская и Омская область)
6. Большереченская культура — степи Новосибирской и Томской областей.
7. Уюкская культура — степи Тувы
8. Тагарская культура — междуречье Оби и Енисея — Минусинская и Кузнецкая котловины (Красноярский край),
9. Пазырыкская культура — Горный Алтай и др.
10. Улангомская культура — часть территории Монголии
11. Чауху — часть территории Северо-Западного Китая (Синьцзян), памятники типа Наньшаньгэнь, Маоцингоу и др. (связаны с некоторыми племенами ху).
12. Куштановицкая культура — часть территории Венгрии и Словакии

В 2008 году исследователем Л. В. Баньковским была предложена схема разделения скифо-сибирского мира на основе групп и подгрупп памятников, а также региональных водоразделов:
| Скифский культурный мир | Пояснения Группы памятников: 1. Причерноморско-Прикаспийская 2. Урало-Западносибирская 3. Среднеазиатская 4. Центральноазиатская Подгруппы памятников: (1) Северного Причерноморья и Крыма (2) Средней Европы (3) Днестровско-Донецкой лесостепи (4) Северного Кавказа (5) Подонья, Поволжья, Приуралья (6) Бассейна реки Сосьвы (7) Зауральской и Западносибирской лесостепи (8) Алтая и Тувы (9) Минусинской котловины (10) Забайкалья (11) Центрального и Восточного Казахстана (12) Семиречья, Тянь-Шаня, Ферганы, Памира, Ташкентского оазиса, Средней Сыр-Дарьи, Среднеазиатского междуречья (13) Приаралья (14) Закаспия Региональные водоразделы: I. Винницко-Тюменский II. Донецко-Ачинский III. Челекен-Новокузнецкий IV. Памиро-Саянский V. Уральский VI. Тимано-Алтайский VII. Карпато-Копетдагский |

Культуры скифо-сибирского мира не составляли территориального единства, они были как бы отдельными, оторванными друг от друга островками в степях Евразии. На остальном же пространстве евразийских степей и в прилегающей лесостепной зоне проживали представители культур, имевших иную основу, а зачастую и иное направление хозяйства, со своими традициями в керамике и другом инвентаре, но тем не менее, показывавшие достаточное влияние культур скифского мира. Среди этого окружения можно выделить культуры скифского облика, настолько близкие к группе основных культур, что их инвентарь фактически ничем не отличался от скифского. К ним можно отнести культуру лесостепной Скифии, милоградскую и ананьинскую культуры на периферии земель скифов, на юге — культуры скифского времени Узбекистана, на востоке — культура скифского времени Забайкалья. Отдельно стоит отметить культуры со специфическим обрядом погребения, устройством погребальных сооружений, керамикой, хозяйственным инвентарем, в которых, однако, также ощущается влияние скифо-сибирского звериного стиля, скифских форм предметов вооружения, металлического инвентаря. Это саргатская культура в Барабе, большереченская на Оби, культуры Красноярско-Канского района и Южного Приангарья.

## Характерные памятники

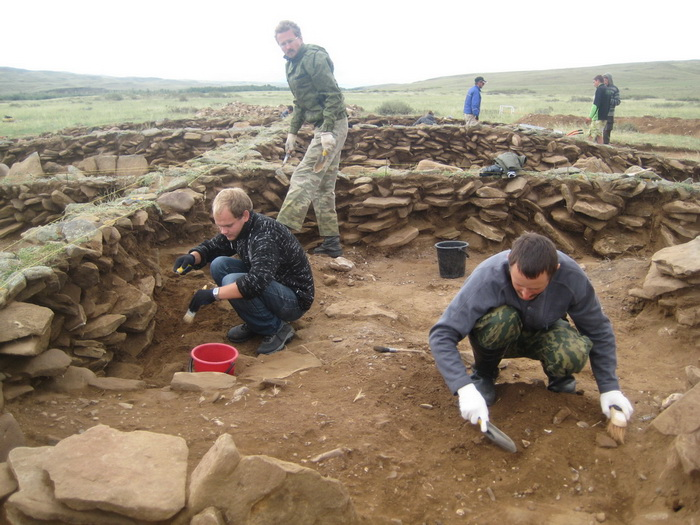
Раскопки кургана «скифской эпохи» (август 2012 г., долина реки Эрбек, Тува)

Археологических культуры скифо-сибирского мира, в основном, объединяются наличием трёх комплексов вещей, имеющих свою специфику (так называемой, скифской триадой):
1. Определённое оружие (бронзовые наконечники стрел, гориты, мечи акинаки и пр.)
2. Конское снаряжение (удила, псалии, украшения и пр.)
3. Характерная манера зооморфного прикладного искусства — скифо-сибирский звериный стиль.

Также, среди предметов материальной культуры скифо-сибирского мира присутствуют определённые типы бронзовых литых котлов, зеркала, навершия и прочее.
Из искусственных сооружений обнаружены каменные бабы, оленные камни и «царские» курганы.
В каждом отдельном регионе скифо-сибирского мира могли иметься и своеобразные отличия или вариации скифской триады, что было связано с конкретными историческими и природными условиями для каждого конкретного этноса или группы этносов. В археологии с XIX века эталонными для скифо-сибирского мира приняты памятники Северного Причерноморья.

## Формирование
Возникновению скифо-сибирского мира предшествовала аридизация степной полосы Евразии в конце 2-го — начале 1-го тыс. до н. э. Факторы изменения были климатические, но не исключаются и антропогенные — сокращение растительности в результате перенаселённости и нерационального использования степных ландшафтов. Основная система хозяйствования — скотоводческо-земледельческая, оседлая, либо предполагавшая ограниченную мобильность, постепенно эволюционировала в экстенсивное кочевое скотоводство, с возможностью масштабных и быстрых переселений.
Скифо-сибирский мир сформировался на генетической основе культур восходящих к срубной и андроновской культурно-историческим общностям (эпоха поздней бронзы). Также формирование культур скифо-сибирского мира предположительно связывают с Центральной Азией, в частности, с уюкскими курганами Аржан (долина реки Уюк, отрогов Западного Саяна) и другими подобными памятниками. Археологический памятник Аржан включает несколько курганов, возможно IX—VII вв. до н. э., здесь найдены массовые захоронения людей и лошадей (например, в первом кургане захоронено 17 человек и более 160 лошадей, в том числе «царь» и «царица» в гробах-колодах), предметов вооружения, конской упряжи и украшений, характерных для начала скифской эпохи.

## География
Согласно Геродоту, скифы обитали в Северном Причерноморье от Дуная до Дона. Однако сходные археологические находки прослеживаются далеко на восток вплоть до Китая (Синьцзян, Ордос) и российской Тувы, включая территории  Казахстана и  Кыргызстана, а также российского Алтая, Южного Урала и Северного Кавказа.
На севере артефакты скифского круга найдены на территориях Белгородской, Воронежской, Тамбовской и Тюменской области.

## Временные рамки («Скифская эпоха»)
Примерное время существования культур скифо-сибирского мира — 1-е тыс. до н. э., более узкие рамки, обозначаемые некоторыми исследователями — VII—III вв. до н. э. (при этом, согласно этим же учёным, ряд культур уже сформировались к концу VIII — началу VII вв. до н. э.). Этот период в евразийских степях от Нижнего Подунавья до Прибайкалья и Монголии принято называть cкифской эпохой. Сменивший период исследователи условно называют сарматской или сармато-гуннской эпохой.

## Этничность, обычаи и преемственность
Представители скифо-сибирского мира являлись ираноязычными европеоидами, иногда с элементами монголоидности. Практиковали захоронения по обряду трупоположения под курганами. После исчезновения этой культурно-исторической общности на степном пространстве Евразии сложились генетически связанные с ними культуры кочевников-скотоводов, в основном под властью сарматских и хуннских (раннегунских) племён.

## Хозяйствование и контакты
Представители скифо-сибирских культур по всей евразийской степи являлись кочевниками-скотоводами, они разводили лошадей, мелкий и крупный рогатый скот, основу их питания составляла мясная и молочная пища, долговременные поселения отсутствовали, жили, в основном, в переносных шатрах и кибитках. Небольшая часть заселяла лесостепь, где существовали скифо-сибирские племена с другим типом хозяйствования — оседлые скотоводы-охотники или скотоводы-земледельцы, например, некоторые территории в Восточной Европе и Минусинской котловине (тагарская культура). Важнейшая хозяйственная характеристика скифской эпохи — распространение технологии железообработки. В культурах скифо-сибирского круга этот процесс шёл от Северного Причерноморья и Северного Кавказа (очаги обработки железа) на восток — на Урал и в Сибирь, таким образом знаменуя приход на эти территории Раннего железного века.
Культуры скифо-сибирского мира оказывали влияние на своих соседей и, наоборот, подвергались культурному воздействию окружавших их народов. Военно-политические и экономические контакты связывали носителей скифо-сибирского мира с цивилизациями Древней Греции, Китая, Переднего Востока и другими. Достаточно изучено проникновение скифской материальной культуры на Запад — её следы прослеживаются у иллирийцев и фракийцев, в Центральной Европе (в лужицкой культуре и других), а также в культурах Среднедунайской низменности (территории современных Болгарии, Венгрии, Сербии, Словакии, Румынии и других).

### Энциклопедии
- Алексеев А. Ю. Скифо-сибирский мир : энцикл. ст. // БРЭ : интернет-энцикл. — М. : Изд-во БРЭ, 2020.
- Болелов С. Б. Сако-массагетского круга культуры : энцикл. ст. // БРЭ : интернет-энцикл. — М. : Изд-во БРЭ, 2020.
- Гавритухин И. О. Лужицкая культура : энцикл. ст. // БРЭ : интернет-энцикл. — М. : Изд-во БРЭ, 2020.
- Гавритухин И. О., Янкович Д. Сербия : энцикл. ст. // БРЭ : интернет-энцикл. — М. : Изд-во БРЭ, 2020.
- Гавритухин И. О. Словакия : энцикл. ст. // БРЭ : интернет-энцикл. — М. : Изд-во БРЭ, 2020.
- Иштванович Э., Кульчар В., Маккаи Я., Тот К. Венгрия : энцикл. ст. // БРЭ : интернет-энцикл. — М. : Изд-во БРЭ, 2020.
- Канторович А. Р., Чугунов К. В. Аржан : энцикл. ст. // БРЭ : интернет-энцикл. — М. : Изд-во БРЭ, 2020.
- Романчук А. А. Румыния : энцикл. ст. // БРЭ : интернет-энцикл. — М. : Изд-во БРЭ, 2020.